# Rumst
Rumst ist eine Gemeinde mit 15.536 Einwohnern (Stand 1. Januar 2024) in der Region Flandern in Belgien. Sie liegt in der Provinz Antwerpen 7 km nordwestlich von Mechelen am Ufer der Rupel und besteht aus den Ortsteilen Reet, Rumst und Terhagen.

## Verkehr
Die Gemeinde besitzt eine Autobahnabfahrt an der A1/E 19. In Mechelen, Duffel, Willebroek und Boom befinden sich die nächsten Regionalbahnhöfe. Der Flughafen Antwerpen ist der nächste Regionalflughafen.

## Söhne und Töchter der Gemeinde
- Yvonne Verbeeck (1913–2012), Ehrenbürgerin von Rumst, Schauspielerin, Sängerin
- Piet van Aken (1920–1984), Schriftsteller und Redakteur
- Jan Hadermann (* 1952), Komponist, Professor und Dirigent
- Eddy Merckx (* 1968), Weltmeister 3-Band-Billard 2006 und 2012
- Tom Caluwé (* 1978), Fußballspieler
- Tom Van Den Bosch (* 1985), Radsportler, Cyclocross
- Francis De Greef (* 1985), Radrennfahrer
- Kevin De Jonghe (* 1991), Radrennfahrer
- Lotte Kopecky (* 1995), Radsportlerin